# Sœurs de Sainte Thérèse d'Avesnes
Les sœurs de Sainte-Thérèse d'Avesnes forment une congrégation religieuse féminine enseignante et hospitalière de droit diocésain.

## Historique
Fondée le 20 août 1817 à Avesnes-sur-Helpe dans le diocèse de Cambrai par Mère Thérèse Monique Carlin sous le nom de Filles de la Providence de Sainte-Thérèse pour l'enseignement et activités hospitalières et basés sur la règle du Carmel.
Mgr Louis Belmas approuve l'institut le 10 juin 1819, qui est reconnu légalement le 22 avril 1827 par Denis Frayssinous, ministre des affaires ecclésiastiques et de l'instruction publique sous le gouvernement Villèle de Charles X.

## Activité et diffusion
Les sœurs s'occupent de l'éducation des enfants, des œuvres pastorales et du soin des malades.
Elles sont présentes en France, à Madagascar et au Burkina Faso.